# Cynorta calcarbasalis
Cynorta calcarbasalis is een hooiwagen uit de familie Cosmetidae.